# Halesus radiatus
Halesus radiatus là một loài Trichoptera trong họ Limnephilidae. Chúng phân bố ở miền Cổ bắc.